# Ordre de succession au trône de Navarre
L'ordre de succession au trône de Navarre est la liste des descendants subsistants des rois de Navarre par primogéniture avec préférence mâle.
Si l'on ne tient pas compte de l'union de la couronne de Navarre à la couronne de France en 1620, on peut tenir pour Roi légitime de Navarre l'ainé des descendants d'Eneko Arista, premier Roi de Navarre et ancêtre de tous ses successeurs.

## Liste des rois de Navarre depuis 1572
- Henri III 1572 - 1610
  -  Louis II 1610 - 1643
    -  Louis III 1643 - 1715
      - Louis
        - Louis
          - Louis
          - Louis
          -  Louis IV 1715 - 1774
            - Louis
              - Louis
              - Xavier de France
              -  Louis V 1774 - 1793
                - Louis-Joseph
                -  Louis VI 1793 – 1795
                -  Marie-Thérèse 1795 – 1851

              - Louis XVIII, "roi de France et de Navarre" 1815 – 1824
              - Charles X, "roi de France et de Navarre" 1824 – 1830
                - Louis, épouse en 1799  Marie-Thérèse 1795 – 1851
                - Charles-Ferdinand
                  -   Henri IV 1851 – 1883
                  - Louise
                    -  Robert Ier de Bourbon-Parme 1883 – 1907
                      -  Henri de Bourbon-Parme (es) 1907 – 1939
                      -  Joseph de Bourbon-Parme (es) 1939 – 1950
                      -  Élie de Bourbon-Parme 1950 – 1959
                        -  Robert II de Bourbon-Parme (es) 1959 – 1974
                        -  Élisabeth de Bourbon-Parme 1974 – 1983
                        -  Marie-Françoise de Bourbon-Parme 1983 – 1994
                        -  Alice de Bourbon-Parme 1994 – 2017
                          - Charles de Bourbon-Siciles
                            -  Pierre de Bourbon-Siciles 2017 -
                              - Jaime de Bourbon-Siciles

## Ordre de succession actuel
- Robert Ier de Bourbon-Parme (1848-1907), hérite des droits au trône de Navarre en 1883
  -  Henri de Bourbon-Parme (es) (1873-1939)
  -  Joseph de Bourbon-Parme (es) (1875-1950)
  -  Élie de Bourbon-Parme (1880-1959)
    -  Robert II de Bourbon-Parme (1909-1974)
    -  Élisabeth de Bourbon-Parme (1904-1983)
    -  Marie-Françoise de Bourbon-Parme (1906-1994)
    -  Alice de Bourbon-Parme (1917-2017)
      - Charles de Bourbon-Siciles (1938-2015)
        - (0)  Pierre de Bourbon-Siciles (né en 1968)
          - (1) Jaime de Bourbon-Siciles (né en 1992)
            - (2) Francesca Sofia de Bourbon-Siciles (née en 2023)

          - (3) Juan de Bourbon-Siciles (né en 2003)
          - (4) Pablo de Bourbon-Siciles (né en 2004)
          - (5) Pedro de Bourbon-Siciles (né en 2007)
          - (6) Sofía de Bourbon-Siciles (née en 2008)
          - (7) Blanca de Bourbon-Siciles (née en 2011)
          - (8) Maria de Bourbon-Siciles (née en 2015)

        - (9) Cristina de Bourbon-Siciles (née en 1966)
          - (10) Pedro Lopez-Quesada (né en 2003)
          - (11) Victoria Lopez-Quesada (née en 1997)

        - (12) Maria Paloma de Bourbon-Siciles (née en 1967)
          - (13) Jean de Habsbourg-Lorraine (né en 1997)
          - (14) Louis de Habsbourg-Lorraine (né en 1998)
          - (15) Philippe de Habsbourg-Lorraine (né en 2007)
          - (16) Isabelle de Habsbourg-Lorraine (née en 2000)
          - (17) Charlotte de Habsbourg-Lorraine (née en 2003)

        - (18) Inès de Bourbon-Siciles (née en 1971)
          - (19) Arturo Carrelli-Palombi (né en 2014)
          - (20) Teresa Carrelli-Palombi (née en 2003)
          - (21) Bianca Carrelli-Palombi (née ne 2005)

        - (22) Victoria de Bourbon-Siciles (née en 1976)
          - (23) Anastasios Nomikos (né en 2005)
          - (24) Carlos Nomikos (né en 2008)
          - (25) Siméon Nomikos (né en 2012)
          - (26) Ana Nomikos (née en 2006)

  - Sixte de Bourbon-Parme
    - Isabelle
      - Sixte de La Rochefoucauld
        - Antoine de La Rochefoucauld
        - Sosthène de La Rochefoucauld
        - Eléonore de La Rochefoucauld
        - Hortense de La Rochefoucauld

  - Xavier Ier
    - Charles IV
      - Charles V
        - Carlos Enrique
        - Luisa
        - Cecilia

      - Jaime
        - Zita Clara
        - Gloria Irène

      - Margarita
        - Julia ten Cate (non dynaste)
        - Paola ten Cate (non dynaste)

      - Maria Carolina
        - Xavier Albert Alphonse Brenninkmeijer
        - Alaïa-Maria Brenninkmeijer

    - Sixte-Henri de Bourbon-Parme
    - Françoise de Bourbon-Parme
      - Édouard de Lobkowicz (1960-1984)
      - Robert de Lobkowicz (1961_1988)
      - Charles-Henri de Lobkowicz
      - Gabrielle de Lobkowicz

    - Marie-Thérèse de Bourbon-Parme
    - Cécile Marie (1935-2021)
    - Marie des Neiges

  - Félix de Bourbon-Parme
    - Jean (grand-duc de Luxembourg)
      - Henri (grand-duc de Luxembourg)
        - Guillaume de Luxembourg (1981)
          - Charles de Luxembourg (2020)

        - Félix de Luxembourg
          - Liam de Luxembourg
          - Amalia de Luxembourg

        - Louis de Luxembourg (1986)
          - Gabriel de Luxembourg
          - Noah de Luxembourg

        - Sébastien de Luxembourg
        - Alexandra de Luxembourg

  - René de Bourbon-Parme
    - Jacques Marie
      - Philippe Georges
        - Jacques Carl
        - Joseph Axel

      - Alain Jean
      - Lorraine Charlotte

    - Michel Marie
      - Eric
        - Michel
        - Henri
          - Victoria Antonia

        - Antoinette
        - Marie Gabrielle
        - Alexia

      - Charles Emmanuel
        - Amaury
        - Charlotte
        - Elisabeth
        - Zita

      - Inès
      - Sybille
      - Victoire
        - Nicolas de Gecmen Waldeck
        - Tatiana de Gecmen Waldeck

      - Amélie

    - André Marie
      - Axel
        - Côme
        - Alix

      - Sophie Tania
      - Astrid

    - Anne
      - Margaretha de Roumanie
      - Elena de Roumanie
      - Irène de Roumanie
      - Sophie de Roumanie
      - Marie de Roumanie

  - Marie-Louise de Bourbon-Parme (1870-1899)
    - Boris III de Bulgarie
      - Siméon II
        - Kardam de Bulgarie
          - Boris de Bulgarie
          - Beltran de Saxe Cobourg

        - Kyril de Saxe Cobourg
          - Tassilo
          - Malfada
          - Olympia

        - Kubrat de Saxe Cobourg
          - Mirko
          - Lukas
          - Tirso

        - Konstantin de Saxe Cobourg
          - Umberto
          - Sofia

        - Kalina de Saxe Cobourg
          - Siméon Munoz

      - Marie Louise de Saxe Cobourg
        - Paul Schrobrok
        - Alexandra Schrobrok

    - Cyrille
    - Eudoxie
    - Nadedja
      - Ferdinand de Wurtemberg
      - Eugène de Wurtemberg
      - Alexandre de Wurtemberg
      - Marguerite de Wurtemberg
      - Sophie de Wurtemberg

  - Béatrix
    - Ludovico Lucchesi-Palli
      - Piétro Lucchesi-Palli
      - Antonio Lucchesi-Palli
        - Stéfania Lucchesi-Palli

      - Adinolfo Roberto Lucchesi-Palli
      - Ferrante Lucchesi-Palli

    - Adinolfo Lucchesi-Palli
      - Michele Lucchesi-Palli
        - Luca Lucchesi-Palli
        - Fabio Lucchesi-Palli

      - Pio Lucchesi-Palli
        - Stefano Lucchesi-Palli
        - Carlo Lucchesi-Palli
        - Maria Lucchesi-Palli

      - Maria Béatrice Lucchesi-Palli
        - Georg von Auersperg
        - Teresa von Auersperg
        - Valerie von Auersperg
        - Bernadette von Auersperg

      - Eva Maria
        - Eva Jobstl
        - Heidemarie Jobstl
        - Barbara Jobstl

      - Bernadette
        - Alice Cosatti

      - Charlotte
        - Ioann Brumer
        - Sophie Brumer
        - Anne Brumer
        - Irène Brumer

    - Carlo Lucchesi-Palli